# Ягодинська сільська рада (Романівський район)
Ягодинська сільська рада (до 1960 року — Сіряківська сільська рада) — колишня адміністративно-територіальна одиниця та орган місцевого самоврядування у Чуднівському і Романівському (Дзержинському) районах Житомирської і Бердичівської округ, Вінницької й Житомирської областей Української РСР та України з адміністративним центром у с. Ягодинка.

## Населені пункти
Сільській раді підпорядковані населені пункти:
- с. Ягодинка
- с. Борятин
- с. Іванівщина
- с. Лісна Рудня

## Населення
Кількість населення ради станом на 1923 рік становила 1 629 осіб, кількість дворів — 344.
Відповідно до перепису населення СРСР, станом на 17 грудня 1926 року, чисельність населення ради становила 1 346 осіб, з них за статтю: чоловіків — 660, жінок — 686, етнічний склад: українців — 1 346. Кількість господарств — 282, з них несільського типу — 2.
Відповідно до результатів перепису населення СРСР, кількість населення ради станом на 12 січня 1989 року становила 1 113 осіб.
Станом на 5 грудня 2001 року, відповідно до перепису населення України, кількість мешканців сільської ради становила 879 осіб.

## Склад ради
Рада складалася з 16 депутатів та голови.

## Історія
Створена у 1923 році як Сіряківська сільська рада, в складі сіл Луці, Сіряки та слободи Ставки Чуднівської волості Полонського повіту Волинської губернії. 17 червня 1925 року слоб. Ставки підпорядковано Борятинській сільській раді Миропільського (згодом — Романівський) району.
Станом на 1 вересня 1946 року сільська рада входила до складу Дзержинського району Житомирської області, на обліку в раді перебувало с. Сіряки, с. Луці не перебувало на обліку населених пунктів.
11 серпня 1954 року, відповідно до указу Президії Верховної ради Української РСР «Про укрупнення сільських рад по Житомирській області», підпорядковано села Борятин, Іванівщина, Лісна Рудня та Морочинка ліквідованої Борятинської сільської ради Дзержинського району. 29 червня 1960 року, відповідно до рішення Житомирського облвиконкому № 683 «Про об'єднання деяких населених пунктів в районах області», с. Морочинка об'єднане із с. Лісна Рудня. 5 серпня 1960 року, відповідно до рішення Житомирського облвиконкому № 824 «Про перейменування деяких сільських рад в районах області», сільську раду перейменовано на Ягодинську внаслідок перейменування адміністративного центру на с. Ягодинка.
На 1 січня 1972 року сільська рада входила до складу Дзержинського району Житомирської області, на обліку в раді перебували села Борятин, Іванівщина, Лісна Рудня та Ягодинка.
Виключена з облікових даних 17 липня 2020 року. Територію та населені пункти ради, відповідно до розпорядження Кабінету Міністрів України № 711-р від 12 червня 2020 року «Про визначення адміністративних центрів та затвердження територій територіальних громад Житомирської області», включено до складу Романівської селищної територіальної громади Житомирського району Житомирської області.
Входила до складу Чуднівського (7.03.1923 р.) та Романівського (Дзержинського, 13.02.1935 р.) районів.